# Fatmir Xhafaj
Fatmir Shezai Xhafaj (ur. 17 maja 1959 we Wlorze) – albański polityk i prawnik, minister sprawiedliwości w latach 2003–2005, minister spraw wewnętrznych 2017–2018.

## Życiorys
Syn Sezaia i Hikmete. W 1981 ukończył studia na wydziale prawa Uniwersytetu Tirańskiego. W latach 1982–1984 pracował w Sądzie Okręgowym w Krui jako doradca prawny, a następnie jako sędzia śledczy. W latach 1986–1990 kierował organizacją młodzieżową w Tiranie. Od 1992 związany z Socjalistyczną Partią Albanii, prowadził kancelarię adwokacką. Od 2003 zasiada we władzach partii.
W roku 1997, po objęciu władzy przez Socjalistyczną Partię Albanii został sekretarzem generalnym rady ministrów. W wyborach parlamentarnych 2001 po raz pierwszy uzyskał mandat deputowanego do parlamentu z okręgu Pogradec. Rok później objął stanowisko ministra rozwoju terytorialnego i turystyki, a w grudniu 2003 stanął na czele resortu sprawiedliwości. W latach 2014–2017 zasiadał w specjalnej komisji parlamentarnej d.s. reformy wymiaru sprawiedliwości. W latach 2017–2018 dwukrotnie stawał na czele resortu spraw wewnętrznych.
Jest żonaty (żona Mimoza z d. Berberi), ma dwie córki.